# Batalla de Pantelaria
La batalla de Pantelaria, denominado por los Aliados como operación Harpoon, fueron una serie de enfrentamientos aeronavales que tuvieron lugar entre el 12 y el 16 de junio de 1942, en el Mediterráneo central y oriental con epicentro en la isla italiana de Pantelaria durante la Segunda Guerra Mundial. Los combates, que se enmarcaron en la más amplia Batalla del Mediterráneo, enfrentaron a las fuerzas aéreas y navales de Italia y Alemania para golpear dos operaciones de abastecimiento de la isla de Malta conducidas por la Royal Navy británica (que comprendía también unidades australianas y polacas), llamadas en código Harpoon y Vigorous. Tales operaciones – ejerciéndose en una zona del Mediterráneo muy amplia – estuvieron definidas con base en las rutas: de Alejandría de Egipto la Vigorous y de Gibraltar la Harpoon, convergentes ambas sobre Malta en un arco temporal de cinco días.
La batalla puede considerarse un éxito de las fuerzas del Eje: el convoy Harpoon, zarpó de Gibraltar con la escolta de los buques de guerra del Vicealmirante Alban Curteis, fue sometido a largos ataques por parte de la aviación del Eje y los submarinos italianos durante el su viaje al Canal de Sicilia, también abordado en las aguas frente a la Isla de Pantelaria por los cruceros italianos del almirante Alberto Da Zara.
En total, de los seis buques mercantes que pertenecen al convoy, solo dos lograron llegar a su destino, mientras que la escolta tuvo que sufrir grandes pérdidas, tanto directamente de las fuerzas del Eje como de los campos minados que rodeaban Malta.
El convoy Vigorous, que zarpó de Alejandría bajo el mando del Contralmirante Philip Vian, sufrió repetidos ataques aéreos italo-alemanes por submarinos y torpederos de la Kriegsmarine, perdiendo gradualmente numerosas unidades. Con su ruta de aproximación a Malta cortada por la salida del núcleo central de la flota italiana del almirante del equipo Angelo Iachino (que tenía el crucero pesado Trento hundido por un submarino enemigo en el camino), el convoy invirtió la ruta y regresó a la base, sin poder conseguir ninguno de los barcos mercantes que llegaron a la isla.

## Antecedentes

### El asedio de Malta
Desde el ingreso de Italia en la guerra, en junio del 1940, Malta había adquirido un importante rol estratégico: la isla está ubicada casi al centro del Mediterráneo y revestía una notable importancia en el ámbito de la campaña del Norte de África, visto que se encontraba en medio sea a la ruta usada de los italianos para aprovisionar a sus tropas en Libia, siendo a la vía más corta entre el Reino Unido y sus fuerzas en Egipto, a través del Estrecho de Gibraltar y el canal de Sicilia. Al inicio de la guerra la isla estaba en gran parte indefensa: su posición expuesta la rendía tan vulnerable a ataques italianos que los británicos habían dado por segura su inminente invasión, proveyendo de consecuencia a alejar de la isla sus fuerzas aéreas y navales, y a evacuar el personal más importante. En cambio en los días y en los meses siguientes, se constata que no había ninguna tentativa de invasión en curso, porque el alto comando italiano no había diseñado ningún plan para esta posibilidad (lo hará sólo en octubre de 1941 con la denominada operación C3): los británicos así pues procedieron a reforzar las defensas de la isla y transformarla en una base para sus unidades aéreas, navales y buzos, con vías a apoyar los ataques contra el tráfico italiano en dirección a Libia.
Durante los siguientes dos años, se produjeron varios enfrentamientos en las aguas frente a Malta: mientras las fuerzas británicas en la isla podían obstaculizar las rutas de suministro del enemigo, los italianos por el contrario se dedicaron a atacar a los cargueros que transportaban todo lo necesario para apoyar la defensa del archipiélago maltés. El problema del reabastecimiento de combustible en Malta se volvió cada vez más grave para la Royal Navy: era necesario garantizar no solo el suministro de todo lo necesario para hacer de la isla una base militar (aviones, municiones, piezas de repuestos y suministros militares), pero también para mantener un flujo lo más constante posible de las necesidades básicas, como alimentos y combustible, necesarios no solo para el personal militar sino también para la numerosa población civil.

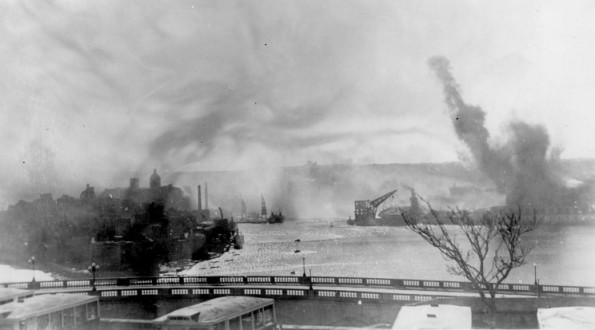
El "Grand Harbour" de La Valletta bajo el bombardeo de los aviones del Eje.

La armada británica enviaba recursos y suministros a la isla de varias maneras: los aviones eran transportados por portaaviones, que los lanzaban a los aeropuertos de la isla una vez que alcanzaban la máxima distancia posible, mientras que pequeñas cantidades de materiales vitales como municiones, los medicamentos y las provisiones pueden ser entregados por buques mercantes rápidos únicos, o por unidades militares o submarinas utilizadas como buques de transporte. El barco posaminas HMS Welshman, una unidad de clase rápida de 40 nudos de la clase Abdiel, se distinguió en este tipo de actividad, haciendo numerosos viajes de reabastecimiento de combustible hacia y desde Malta y obteniendo para esto también una recomendación del primer ministro británico Winston Churchill. . El método que garantizaba pero un mayor flujo de recursos era organizar un vasto convoy naval, compuesto por el mayor número posible de mercantes; ya que para sus dimensiones los convoyes no podían no atraer la atención del enemigo, era necesario garantizar ellos una masiva escolta militar, empleando los recursos de las dos formaciones navales británicas empleadas en las aguas del Mediterráneo: la Flota del Mediterráneo con base en Alejandría de Egipto y la Fuerza H con base en Gibraltar.
A instancias del propio Adolf Hitler, la Kriegsmarine (la marina militar alemana), desplazó a partir del septiembre del 1941 un contingente de submarinos en el Mediterráneo, obteniendo sufrido diversos éxitos: el 14 de noviembre de 1941 el sumergible U-81 torpedeó y hundió el portaviones HMS HMS Ark Royal mientras regresaba de una misión de transporte de aviones a Malta, mientras el 25 noviembre siguiente el U-331 hundió el acorazado HMS Ark Royal HMS Barham mientras participaba con el resto de la flota en busca de convoyes enemigos en el Mediterráneo oriental. Las capacidades bélicas de la Flota del Mediterráneo sufrieron un duro golpe el 19 de diciembre de 1941, cuando la X Flotilla MAS italiana penetraron en el puerto de Alejandría y atacaron los dos barcos de batalla HMS HMS Queen Elizabeth y HMS Queen Elizabeth HMS Valiant: las dos unidades fueron hundidas, pero se posaron a pocos metros del fondo del puerto, permitiendo su posterior recuperación; sin embargo, por muchos meses la flota británica se encontró privada de acorazados operativos en el sector del Mediterráneo.
El 16 de enero de 1942 decenas entre generales y almirantes italianos y alemanes se reunieron en Garmisch-Partenkirchen para retomar el plan italiano de invasión de la isla, aconsejados también de consultores japoneses: se decidió desembarcar las tropas solamente después de un bombardamento de intensidad creciente, que debería socavar la resistencia de la guarnición británica. Parecía que la aguja de la balanza de la confrontación naval en el Mediterráneo se estuviera trasladando en favor de las fuerzas del Eje: reforzada por las aeronaves del X Fliegerkorps (X Cuerpo Aéreo) de la Luftwaffe, la aeronáutica militar alemana, llegados en los aeropuertos de la Sicilia al inicio del 1941, la Regia Aeronáutica había empezado a someter Malta a una serie de bombardeos aéreos extensos, infligiendo grandes daños y comprometiendo el sustento de la guarnición mientras, a la vez, se preparaban los medios de desembarco y se entrenaban los paracaidistas; los continuos raid aéreos, que en el solo mes de marzo de 1942 descargaron diez veces la cantidad de bombas lanzadas por los alemanes durante el Bombardeo de Coventry, obligaron los británicos a retirar sus fuerzas navales ubicadas en la isla.

### Convoy hacia Malta
Las renovadas ofensivas aéreas y navales de las fuerzas del Eje complicaron las operaciones de reabastecimiento de combustible de la isla: entre el 22 y el 26 de marzo de 1942, durante los eventos de la llamada Segunda Batalla de Sirte, un convoy británico con numerosa escolta había sido hundido por los ataques aéreos del Eje: los cuatro buques mercantes que lo componían, dos de ellos dentro del puerto de La Valeta, poco después de desembarcar allí, y solo llegaron 5.000 de las 26.000 toneladas de suministros transportados. Sobre la isla continuaba llegando aproximadamente el 10 por ciento de cuánto se enviaba, y esto tenía repercusiones sobre la resistencia de la guarnición: víveres y municiones escaseaban, y la moral era muy baja. A mediados del mayo del 1942, después de que un preocupante informe del nuevo gobernador de Malta, Lord Gort, comunicaba que la isla disponía de comida solo para tres meses, el comandante de la Flota del Mediterráneo vicealmirante Henry Harwood decidió organizar una nueva masiva misión de abastecimiento. Para asegurarse de que al menos una parte de la carga pudiera llegar a destino, esta vez habría dos convoyes: uno ("Harpoon"), partido de Gibraltar, estaría llegado a Malta de oeste mientras el otro ("Vigorous"), saliendo de Alejandría, habría llegado de este; la idea era que, encontrándose enfrente a dos convoyes a la vez, las fuerzas del Eje se dividirían , permitiendo así a cada convoy enfrentar una fuerza aceptable y de contener las pérdidas, o se estarían concentradas sólo sobre uno de estos, permitiendo al otro llegar a su destino en forma íntegra.

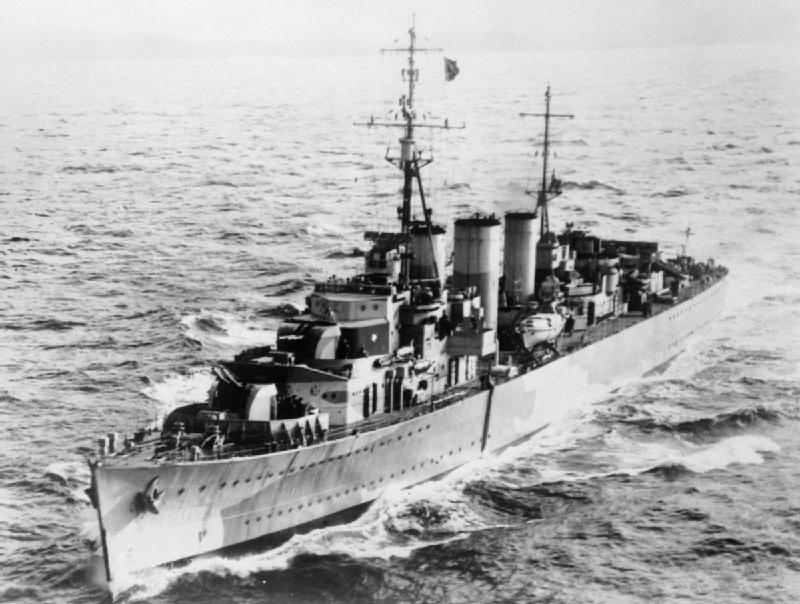
El HMS Welshman era un posaminas de la clase Abdiel de la Royal Navy.

El convoy de Harpoon se habría reunido en Gibraltar con los buques mercantes del Reino Unido: los suministros habrían sido transportados por tres cargueros británicos (Troilus, Orari y Burdwan), uno holandés (Tanimbar) y un estadounidense (Chant), mientras que una carga vital de combustible habría sido traída por el petrolero estadounidense Kentucky; los suministros también se habrían cargado en la nave minera HMS Welshman, que se habría unido al convoy en Gibraltar para acompañarlo durante parte del viaje a Malta, luego se separó para aprovechar su velocidad superior y finalmente se unió al convoy el 15 de junio después de la descarga. La escolta del convoy, dirigida por el capitán del buque Cecil Campbell Hardy, estaría compuesta por el crucero ligero HMS Cairo, de nueve destructores (uno de los cuales, el ORP Kujawiak, de construcción británica pero vendido a la armada polaca), cuatro buscaminas y por seis lanchas cañoneras Fairmile B (también equipados como buscaminas); después de Gibraltar, el convoy habría sido escoltado remotamente hasta la boca del canal de Sicilia por la "Fuerza W" del Vicealmirante Alban Curteis, con los portaaviones HMS Argus y HMS Eagle (que embarcaron Fulmar, Swordfish y Sea Hurricane del Escuadrón Aéreo Naval 801 , 807, 813, 824), el acorazado HMS Malaya, los cruceros ligeros HMS Kenya (buque insignia), HMS Charybdis y HMS Liverpool y ocho destructores . El petrolero Brown Ranger, escoltado por dos corbetas (Fuerza Y), habría provisto para suministrar los destructores de escolta al convoy en el mar.

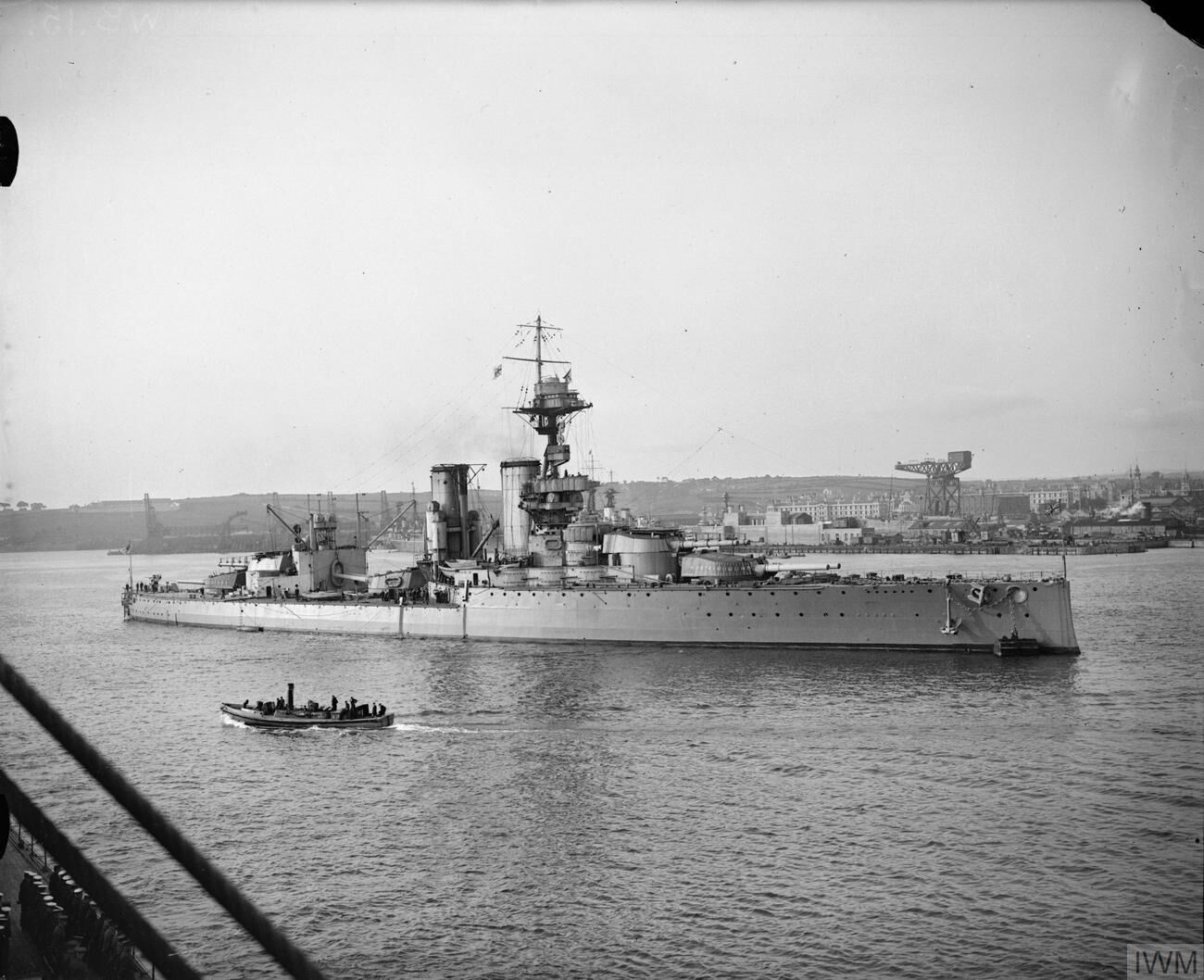
El viejo acorazado HMS Centurion, que estaba retirado de servicio, fue camuflado con elementos de madera, para hacerlo parecer otro buque más moderno.

Los once cargueros y petroleros asignados a la operación Vigorous habrían navegado divididos en varias secciones, para luego reunirse en el mar en un solo convoy (identificado como MW.11): sección 11A, con los barcos de vapor Ajax, City of Edimburgh, City of Lincoln, City of Pretoria y Elizabeth Bakke habrían salido del puerto de Haifa, la sección 11B con el buque cisterna Bulkoil y el carguero Potaro habrían salido de Alejandría, mientras que el 11C habría tomado el mar de Port Said con los barcos de vapor Aagtekerk, Bhutan, City of Calcuta y Rembrandt. . La escolta, bajo el mando del contraalmirante Philip Vian embarcado en el crucero HMS HMS Cleopatra, incluía una considerable cantidad de las unidades supervivientes de la Flota del Mediterráneo, incluidos ocho cruceros ligeros, 26 destructores (cuatro australianos), dos dragaminas y cuatro corbetas; también se unió al convoy la HMS Centurion HMS Centurion: antiguo acorazado de la clase King George V lanzada en el 1911, había sido transformado en un barco objetivo para ejercicios de artillería a causa de la su obsolescencia, pero fue camuflado con falsas superestructuras en madera para hacerla parecer al acorazado HMS Anson y engañar así el reconocimiento enemigo, adicionalmente a estar cargado con 2.000 toneladas de abastecimientos; el barco tenía para su defensa tan sólo trece ametralladoras de 20 mm.
Como apoyo adicional a los dos convoyes, se desplegaron una docena de submarinos británicos en el Mar Jónico y en el Mediterráneo central con la tarea de interceptar cualquier formación naval del Eje dirigida hacia ellos. Las grandes formaciones de aviones de combate ubicados en Malta, Egipto y Palestina también estaban destinadas a proteger la carga y atacar a las unidades enemigas, incluido un contingente de bombarderos Consolidated B-24 Liberator de Estados Unidos en su primer uso en el teatro del Mediterráneo.
También se intentaron varias acciones preventivas para obstaculizar cualquier intervención de las fuerzas del Eje: el puerto de Taranto, la base principal de la Royal Navy, fue atacado por bombarderos británicos las noches del 9, 10 y 11 de junio, aunque con poco efecto, mientras que desde dos submarinos griegos Tritón y Papanikolis desembarcaron saboteadores SOE (específicamente tres grupos del Special Boat Service, y uno de la "Special Air Service") en Creta la noche del 13 al 14 de junio con la tarea de atacar los aeropuertos de Candia, Kastelli Pediados, Timbaki y Maléme , logrando destruir algunas aeronaves en Candia adicionalmente a 5 aviones destruidos, 29 dañados y 200 toneladas de gasolina de aviación a Kastelli en el curso de la operación Albumen.

## Las fuerzas italianas

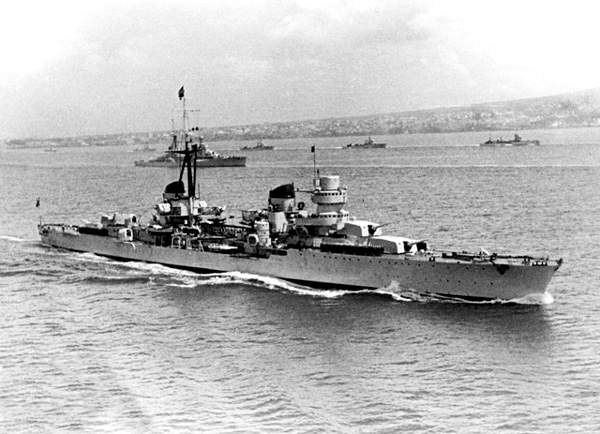
Destructor italiano Eugenio di Savoia.

En junio de 1942, el equipo italiano tuvo dificultades debido a la falta de disponibilidad de muchas de sus unidades principales, algunas fuera de servicio desde La Noche de Taranto: de los siete acorazados disponibles en total, el Conte di Cavour estaba en Trieste por reparación, el Caio Duilio estaba en Messina en entrenamiento, el Giulio Cesare había llevado a cabo su última misión operativa con la escolta al convoy M43 durante enero de 1942, el Andrea Doria desde marzo de 1942 fue detenido en Taranto para contribuir a la defensa antiaérea de la base, mientras que el nuevo acorazado Roma todavía estaba en preparación; de cruceros pesados, toda la clase de Zara, con la excepción de Gorizia, se había perdido durante la batalla de Capo Matapan, mientras que Bolzano permaneció en Palermo para decepción del almirante de la división Alberto Da Zara y el Trieste era todavía en reparación por los daños provocados de un torpedo recibido el 21 de noviembre de 1941 del submarino HMS Utmost. De los doce cruceros ligeros de la clase Condottieri con la cual la Regia Marina había empezado el conflicto, cinco habían sido hundidos, uno, el Luigi Cadorna, había sido declarado no apto para las tareas de equipo por la escasa protección, el Duque de los Abruzzi estaba en Navarino para la protección a los convoyes y el mismo cometido comprometía el Muzio Attendolo entre Nápoles y Bengasi o hacia el Albania; los nuevos cruceros ligeros de la clase Capitani Romani eran todavía estaban en construcción, con sólo el Attilio Regulo hace poco entrado en servicio pero aún realizando ejercicios.
La principal fuerza de batalla, bajo el mando del almirante de la Escuadra, Angelo Lachino, estaba ubicada en Taranto, contando con dos acorazados, dos cruceros pesados, dos cruceros ligeros y doce destructores. En Cagliari, se localizó la VII división de cruceros de Alberto Da Zara, con dos cruceros ligeros y siete destructores, disponibles para operaciones en el Mediterráneo occidental. Las unidades ligeras como MAS y torpederos y submarinos podrían disponerse como barreras móviles a lo largo del Canal de Sicilia, mientras que las formaciones de la Real Fuerza Aérea Italiana y los X Fliegerkorps ubicados en Sicilia, Cerdeña y Creta podrían proporcionar apoyo aéreo. La operación debería haber resultado muy coordinada a diferencia de experiencias similares de no cooperación entre la marina y la aeronáutica como durante la Batalla de Punta Stilo.

## Operación Harpoon
Los cinco barcos de vapor, Troilus, Burdwan, Orari (británicos), Tanimbar (holandés) y Chant (estadounidense), asignados a la operación y colocados en el convoy WS.19Z zarparon del Firth of Clyde el 5 de junio, ingresando en el Atlántico bajo la escolta de los cruceros Liverpool y Kenya y de diez destructores; el petrolero Kentucky llegó por cuenta propia Gibraltar el 2 junio, donde estuvo sometida a trabajos para incrementar el armamento embarcado. Las unidades se reunieron a Gibraltar el 11 junio, donde los mercantes del convoy, ahora renombrado GM4, pasaron bajo la responsabilidad del capitán Campbell Hardy, embarcado sobre el Cairo y comandante de la escolta cercana que comprendía también cuatro dragaminas. Los dos cruceros de Gran Bretaña se unieron a la Force H del vicealmirante Curteis, que se propuso proporcionar protección remota a los convoyes. Las unidades británicas se adentraron en el Mediterráneo a la reducida velocidad (13 nudos) que los mercantes podían desarrollar. El 13 junio el destructor de la Force X se abasteció en mar de la Brown Ranger, con un cierto retraso debido al errado posicionamiento del petrolero: la unidad se separó con sus dos corbetas de repuesto para proporcionar el suministro de barcos británicos durante el viaje de regreso .

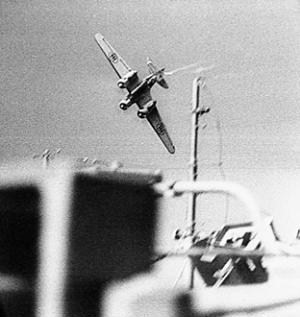
Un avión italiano Savoia-Marchetti SM 79 ataca un convoy británico en el Mediterráneo.

Las primeras noticias sobre el convoy llegaron al alto comando de la marina italiana (Supermarina) la mañana del 12 junio: aunque inexacta, esta información indicaba el paso por el Estrecho de Gibraltar de unas treinta unidades británicas, con destino a Malta. Supermarina se dispuso a hacer los arreglos necesarios: nueve submarinos se organizaron en dos líneas paralelas entre Baleares y la costa de Argelia, con la tarea de señalar el paso de las unidades enemigas y lanzar un primer ataque; En la tarde del 13 de junio, una formación de torpederos italianos despegó desde los aeropuertos de Cerdeña, pero regresó a la base sin haber interceptado al enemigo. Esa noche, dos exploradores italianos, enviados a patrullar el tramo de mar hacia el cual se suponía que se dirigían las unidades enemigas, finalmente lograron ver a dos cruceros británicos que habían avanzado para patrullar los accesos al Canal de Sicilia. A las 16:30 del 13 de junio, desde Cagliari, zarpó la VII División de Cruceros de la División Almirante Alberto Da Zara, con los cruceros ligeros Eugenio di Savoia (buque insignia) y Raimondo Montecuccoli escoltados por siete destructores de los Escuadrones XIV y X (luego reducido a cinco debido a fallas en el motor de dos de ellos, Vincenzo Gioberti y Nicolò Zeno, quienes regresaron a puerto), pero las unidades italianas no interceptaron los barcos británicos, que mientras tanto se habían retirado, y Da Zara regresó a Palermo esa misma noche.
En las primeras horas del 14 junio las unidades británicas entraron en el alcance de acción de los sumergibles italianos: ubicado al costado de Philippeville, el sumergible Uarsciek avistó una formación británica alrededor de las 01:40, pero los tres torpedos lanzados no golpearon algún objetivo. En su primera misión operativa, el submarino Jade detectó unidades de la Fuerza H a las 4:40 a. m.: el teniente Gaspare Cavallina llevó la nave a una distancia de solo 2.500 metros de los barcos británicos, lanzando una descarga de cuatro torpedos contra el portaaviones Eagle. Inmediatamente se lanzó para escapar del contraataque inmediato de los destructores enemigos, Jade informó haber escuchado dos explosiones, pero ninguna unidad británica reportó daños. El barco sufrió varios ataques con bombas de profundidad por parte de destructores, pero solo sufrió daños menores.
A partir de las 09:00 del 14 junio la formación británica empezó a sufrir también los ataques aéreos de las aeronaves del Eje de base en Cerdeña, inicialmente ocho Fiat C.R.42 con bombas alares acompañados de dos Savoia-Marchetti S.M.79 del 36º Stormo. Estos aviones no solo fallaron los objetivos, sino que fueron destruidos por los cazas Fairei Fulmar desplegados por el portaviones Argus. A las 10:00 llegaron quince bombardieros Savoia-Marchetti S.M.84, siempre del 36º Stormo, pero la reacción enemiga derribó seis, del cual sólo uno, pilotado por el teniente Oliviero Donati, logró retirarse evitando la muerte de la tripulación. Inmediatamente después, a las 10:15, llegaron otros bombarderos de torpedos SM79, los bombarderos CANT Z.1007 y Junkers Ju 88 : la primera oleada contaba 18 bombarderos, 32 torpederos y una escolta de caza, pero más oleadas subsiguientes y hasta al final de la jornada estuvieron involucrados 250 aeronaves italianas y 48 alemanes. El buque de vapor Tanimbar, de 8200 toneladas de desplazamiento y 13.000 toneladas de carga, fue alcanzado por un torpedo de un SM.79 del 130.º grupo rompiéndose enseguida en dos y hubdiéndose por la explosión del combustible de aviación y de las municiones a bordo, mientras el crucero Liverpool fue alcanzado por un torpedo por un costado, probablemente lanzado por el avión del piloto Arduino Buri, inundándose con una gran cantidad de agua que provocó el bloqueo del timón y una inclinación de 7°: Con su velocidad reducida a 4 nudos fue remolcado por el destructor HMS Antelope, y lentamente intentó regresar hacia Gibraltar bajo la protección de una segunda caza, el Westcott. A las 18:00 pasaron a la acción 92 aviones de la Regia Aeronáutica y 48 de la Luftwaffe. Especialmente de Castelvetrano cogieron el vuelo catorce S.M.79 del 132º Grupo Autónomo Aerosiluranti que, se encontraron en vuelo con la escolta de 17 Reggiane Re.2001 del 2º Grupo Caza Terrestre (2º Grupo vuelo) bajo el mando del teniente coronel Aldo Quarantotti, junto con siete Macchi M.C.202 del 54º Stormo con el Mayor Pier Giuseppe Scarpetta que derribaron un Hurricane. El grupo avistó la flota británica sobre la isla tunisina de La Galite hacia las 19:00. Mientras los Reggiane derribaron once Sea Hurricane con la pérdida de una sola aeronave (pero no del piloto), los S.M.79 lanzaron sus torpedos, que no explotaron porque, como se determinó más tarde, provenían de un envío de bombas saboteadas que salieron de la fábrica de torpedos en bahía. En la coyuntura, el SM 79 del segundo teniente Giannino Negri fue derribado.
En la tarde del 15, el remolcador Salvonia que zarpó de Gibraltar recibió el crucero Liverpool, al que también llegó el destructor HMS Panther y otras unidades de escolta al día siguiente: la formación llegó felizmente a Gibraltar a las 17:30 el 17 de junio. En los ataques contra el convoy también trató de participar el submarino italiano Alagi, pero varios de sus intentos de estar dentro del alcance fueron frustrados por la vigilancia de las unidades de escolta: solo después de la puesta del sol, el submarino logró acercarse lo suficiente como para lanzar dos torpedos contra un portaaviones, pero que fallaron.
Al atardecer del 14 junio cuando el convoy llegó a Biserta y en la desembocadura del Canal de Sicilia, la Fuerza H invirtió la ruta y se dirigió a Gibraltar: el alto mando británico creía que la armada italiana solo usaría fuerzas leído en el canal, fácilmente contrastado por El Cairo y por los destructores de la escolta cercana, sin la necesidad de arriesgar aún más las principales unidades de batalla. El posaminas Welshman, capaz de una velocidad mucho más elevada de los mercantes, se separó del convoy a las 20:00 y prosiguió en solitario hacia Malta: llegado a La Valletta, entregó su cargo y partió con las primeras luces del 15 junio, para brindar protección antiaérea al resto del convoy que llegaba.

## La batalla de Pantelaria
A las 21:30 del 14 junio De Zara dejó Palermo con sus dos cruceros y cinco destructores (Alfredo Oriani, Ascari, Premuda, Ugolino Vivaldi y Lanzerotto Malocello): Supermarina le ordenó de dirigirse a toda velocidad hacia el tramo sur del mar de Pantelaria, donde se presumía que estaría el convoy británico a las primeras luces de la madrugada; el comando italiano desplegó también tres escuadrones de MAS a lo largo de Capo Bon, pero el mar agitado obligó las unidades a regresar antes de avistar a los barcos británicos. A las 23:15 Campbel Hardy fue informado por el comando de la salida en mar de los barcos de De Zara, gracias al descifrado de un mensaje radio, pero decidió proseguir la misión creyendo que las unidades italianas no irían a un área tan cercana a Malta, dentro del alcance de las aeronaves británicas de base sobre la isla y rodeada de campos minados. Al amanecer del 15 de junio, un explorador de Malta divisó las unidades de Da Zara, que unos momentos después interceptó la Fuerza X de Campbel Hardy en el lugar exacto proporcionado por Supermarina; a las 05:40 los cruceros italianos abrieron fuego, comenzando el enfrentamiento.

#### Encuentro con lanza torpederos
Campbel Hardy ordenó inmediatamente a los barcos de vapor que se retiraran hacia la costa tunecina junto con los buscaminas, las lanchas cañoneras y los cuatro destructores del escuadrón "Blankney" (HMS Blankney, Badsworth, Middleton, ORP Kujawiak), mientras se dirigía hacia los italianos con El Cairo y otros cinco destructores del escuadrón "Beduino" (HMS Bedouin, Marne, Matchless, Ithuriel, Partridge) para tender una cortina de humo con la que proteger al convoy: El Cairo, el crucero antiaéreo de la vieja clase C, estaba en desventaja en la lucha con las unidades italianas, armadas como estaban con cañones de 102 mm contra 152 mm cargados por oponentes, con mayor alcance.

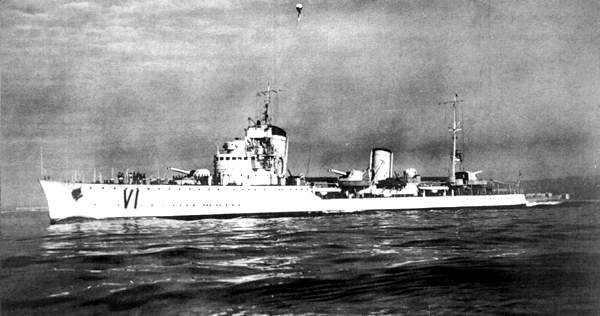
El cazatorpedero italiano Ugolino Vivaldi.

Inmediatamente adoptando una actitud decisiva, Da Zara ordenó aumentar la velocidad a 32 nudos y tratar de cortar la ruta del enemigo desde el frente, disparando con todos los cañones: como el destructor Malocello no pudo mantener la velocidad requerida, el almirante lo separó junto con Vivaldi y le ordenó perseguir a los barcos a vapor. Los dos destructores se dirigieron hacia el área cubierta por humo por los británicos, pero fueron contraatacados por las unidades del escuadrón "Blankney", a las que también se unieron brevemente los del escuadrón "Beduino", comenzando una pelea cerrada: durante aproximadamente media hora los dos lados. Los disparos de cañón y los torpedos se intercambiaron, apretando distancias cada vez más, hasta que a las 06:15 el Vivaldi fue alcanzado en la sala de máquinas por un proyectil del Matchless, que lo inmovilizó y provocó un incendio. Mientras el Malocello se dio vuelta para protegerlo con una cortina de humo, las unidades británicas se acercaron al Vivaldi que le lanzó sus torpedos desde una distancia de 4 a 5.000 metros, y lo perdió.
El capitán del Vivaldi, capitán del buque Ignazio Castrogiovanni, ordenó a Malocello, capitán de fragata Mario Leoni, que retirara y abandonara el barco a su suerte, pero el destructor continuó ayudando a su compañero intercambiando golpes con las unidades británicas; alrededor de las 06:40 los británicos se retiraron: la confusión producida por las pantallas de humo no les permitió darse cuenta de la situación de los barcos italianos, y Campbel Hardy los llamó para proteger a los barcos mercantes.
A las 06:46 Vivaldi logró volver a poner en funcionamiento una de las calderas, logrando avanzar lentamente hacia Pantelaria, siempre escoltada por Malocello; alrededor de las 07:35 los destructores restantes de Da Zara se unieron a las dos unidades, enviadas por el almirante para brindar asistencia, pero demasiado tarde para contratar a los británicos, ahora muy lejos: también llegaron tres MAS que partieron de Pantelaria, quienes tomaron a bordo a algunos de los heridos. A las 09:25 el Malocello intentó coger a remolque la unidad dañada, pero mientras era en curso esta maniobra a las 09:30 llegaron cuatro aviones torpederos Fairey Swordfish provenientes de Malta: el Malocello, cogido de mira, abandonó los cables de remolque y logró evitar los cuatro torpedos británicos lanzados de menos de 2.000 metros con una serie de bruscas maniobras; poco después de la formación estuvo en la mira por error también de algunos bombarderos italianos Savoia-Marchetti S.M.84, que no provocaron daños. Cogido a remolque del Premuda, el Vivaldi logró finalmente a alcanzar Pantelaria hacia las 14:30, donde las tentativas de controlar las llamas tuvieron éxito: la tripulación del destructor registró 10 muertos en el enfrentamiento, que aumentaron a 24 en los días subsiguientes por el fallecimiento de algunos heridos. Por sus acciones durante la batalla, el capitán de fregata Leoni fue insignito de la medalla de oro al valor militar, mientras el capitán Castrogiovanni de la medalla de plata al valor militar.

### Los ataques al convoy

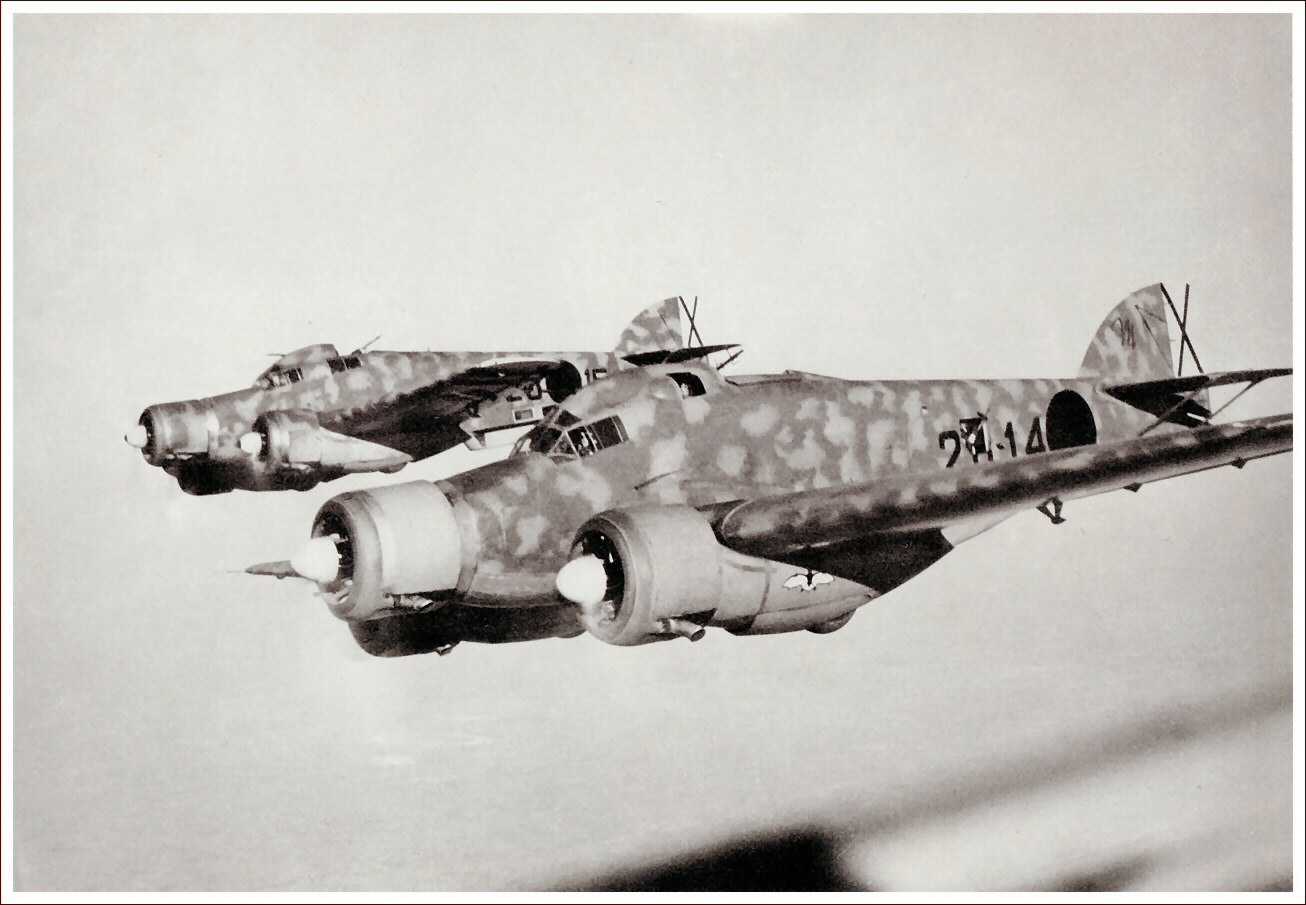
Bombarderos italianos Savoia-Marchetti SM 79 volando en formación.

Mientras eran en curso los enfrentamientos entre el destructor, los dos cruceros italianos Eugenio de Savoia y Raimondo Montecuccoli habían continuado hacia el sur en la tentativa de cortar la ruta al convoy, manteniendo un intenso fuego sobre las unidades británicas desde una distancia de 20 km. Campbell Hardy lanzó así pues el destructor de la escuadra "Bedouina" en ataque con torpedos contra las unidades italianas: emergiendo de la niebla alrededor de las 06:00, las unidades británicas se acercaron lo más posible a los barcos italianos, logrando también colocar un golpe de cañón sobre la cubierta del Montecuccoli, que sin embargo no tuvo otros daños que la extracción de la letra "O" del letrero Centum Oculi puesta al abajo del retrato del condottiero que daba nombre al barco, y uno sobre el Eugenio de Savoia, que provocó dos muertos entre la tripulación. La distancia entre las dos alineaciones se redujo a poco más que 6.000 metros, tanto que el Montecuccoli abrió el fuego sobre los barcos británicos también con sus ametralladoras antiaéreas, obligando finalmente De Zara a alejarse para volver a alargar las distancias. Con el destructor británico que se acercaban, De Zara en el puente de mando comentó a la dirección del capitán de vascello Onnis, suyo jefe de Estado Mayor: "Nos acercaremos a diez grados más, de lo contrario estos caballeros vienen a tomar un café a bordo". A pesar de la corta distancia, Da Zara creyó identificar, además de los destructores, también tres cruceros británicos, en realidad inexistentes, el primero de los cuales se clasificó como "tipo Birmingham" (barco de 11,000 toneladas y 12 cañones de 152 mm), y en consecuencia se dirigió a enfrentar esta amenaza.
El movimiento británico logró alejar a los cruceros de los barcos mercantes y los destructores emitieron pantallas de humo con excelente sincronismo, lo suficiente como para que Da Zara comentara: "No hay nada que decir: los ingleses son dueños del mar"; Sin embargo, las unidades británicas se vieron expuestas a los disparos de los italianos: el Partridge fue golpeado e inmovilizado, y se encontró con un gran fuego a bordo, mientras que Beduino, a pesar de que solo dos de los doce disparos recibidos habían explotado a bordo (los otros detonaron después de recibirlo) sufrió daños muy graves, con el casco rasgado en varios lugares y completamente inmovilizado, no más electricidad y depósitos de municiones inundados por un incendio. También el Cairo, que intentaba apoyar la acción del destructor con su tiro, estuvo alcanzado por un golpe sobre la proa que en cambio no provocó graves daños. En un momento, Da Zara también creyó haber visto a uno de los cruceros opuestos golpearse "doblando aterradoramente su lado izquierdo, mientras que un destructor invierte el curso y extiende una cortina de humo densa frente a la formación enemiga", y este informe incorrecto también aparecerá en el boletín de guerra italiano n. 748 del 16 de junio de 1942; Por otro lado, también los británicos transmitirán al día siguiente en la radio un comentario igualmente inexacto en respuesta al italiano, donde no se hizo ninguna mención de las pérdidas del convoy "Harpoon", excepto el beduino, mientras que las pérdidas italianas se estimaron correctamente.
A las 6:45 a. m., para escapar de la maniobra italiana que tendía a cortarle el camino, Campbell Hardy ordenó a su entrenamiento revertir el rumbo y esconderse dentro de las cortinas de humo: Gracias a ellos, la maniobra fue notada por los barcos italianos solo a las 07:03, cuando la distancia entre los dos lados se había vuelto muy grande: las unidades británicas se mantenían al amparo de la zona de niebla, mientras los cruceros italianos deambulaban por sus márgenes. disparando cuando apareció un objetivo
El disparo se hizo cada vez más intermitente, pero incluso de esta manera a las 7:40 a. m. El Cairo recibió un disparo de 152 mm de Eugenio di Savoia: la bala entró en una sala de máquinas, pero solo produjo una inundación porque no explotó. Con las unidades de escolta con la intención de enfrentarse a los italianos, los buques mercantes del convoy se convirtieron en una presa fácil para los aviones del Eje: a las 06:30 el buque de vapor Chant fue alcanzado por un bombardero Stuka y comenzó a hundirse, mientras el buque tanque Kentucky fue dañado pero logró continuar. Una hora más tarde, un segundo ataque golpeó Kentucky nuevamente, inmovilizándolo y prendiendo fuego a bordo, obligando al dragaminas del HMS Hebe a remolcarlo La llegada de caza Spitfire y Beaufighter de Malta permitió repeler los ataques de otros aviones del Eje.
Para las 08:00 De Zara había perdido ahora ya el contacto con el enemigo, desaparecido detrás de la niebla artificial: el almirante no había sido informado por la Regia Aeronáutica del resultado de los ataques aéreos, y él mismo no pudo determinarlo desde los dos hidroaviones de reconocimiento IMAM Ro.43 catapultados por los cruceros, porque ambos habían sido abatidos por cazas británicos. Sin informaciones, el almirante intentó adivinar los movimientos del enemigo: el combate se había acercado a un vasto campo minadoubicado al sur de Pantelaria, y De Zara consideró que los británicos intentarían evitarlo desde norte, pasando entre la isla y las minas. A las 08:14 movió así pues los dos cruceros manteniéndose a Este del campo minado, en la esperanza de adelantarse a los británicos en su carrera hacia el pasaje. Detrás de la cortina de humo, Campbell Hardy estaba en cambio maniobrando sus unidades hacia el sureste, en dirección a la costa tunecina, para ayudar a los barcos mercantes golpeados por los ataques aéreos: hacia las 09:00 el reconocimiento aéreo de Malta lo informó que los barcos de De Zara estaban dirigiéndose hacia el pasaje norte del campo minato de Pantelaria, y el comandante británico decidió continuar hacia el sur manteniéndose a lo largo de la costa tunisina.

## Últimas acciones
Aprovechando una brecha temporal en escenario de combate debido a la rotación de dos escuadrones, a las 10:10 o 10:40 algunos Junkers Ju 88 alemanes lograron golpear el barco mercante Burdwan, obligando al dragaminas HMS Hythe a remolcarlo. La velocidad del convoy ahora estaba muy limitada por las tres naves remolcadas: además de Kentucky y Burdwan arrastrados por el buscaminas, también el destructor Partridge, controló los fuegos a bordo, que había remolcado a los beduinos dañados.. Campbell Hardy tomó la decisión de abandonar las unidades dañadas y continuar en Malta a la máxima velocidad posible con los dos barcos de vapor sobrevivientes; el destructor Badsworth se quedó atrás con los buscaminas Hebe y Hythe con la tarea de hundir las unidades dañadas una vez que se recuperaron las tripulaciones, mientras que la pareja Partridge-Bedouin recibió la orden de llegar a Malta por su cuenta Para Kentucky, el hundimiento resultó más difícil de lo esperado porque el barco era nuevo en concepto y estaba bien compartimentado, y debido a la prisa no había sido equipado con cargas de hundimiento; además, la sala de máquinas donde se ubicaban las tomas de agua ya no era accesible, por lo que estaba siendo remolcada a pesar de no tener problemas de flotabilidad; a las 12:00 el barco fue abandonado y prendido fuego contra el consejo de su capitán, muy crítico con el comportamiento y las decisiones de Campbell Hardy, pero se mantuvo a flote.

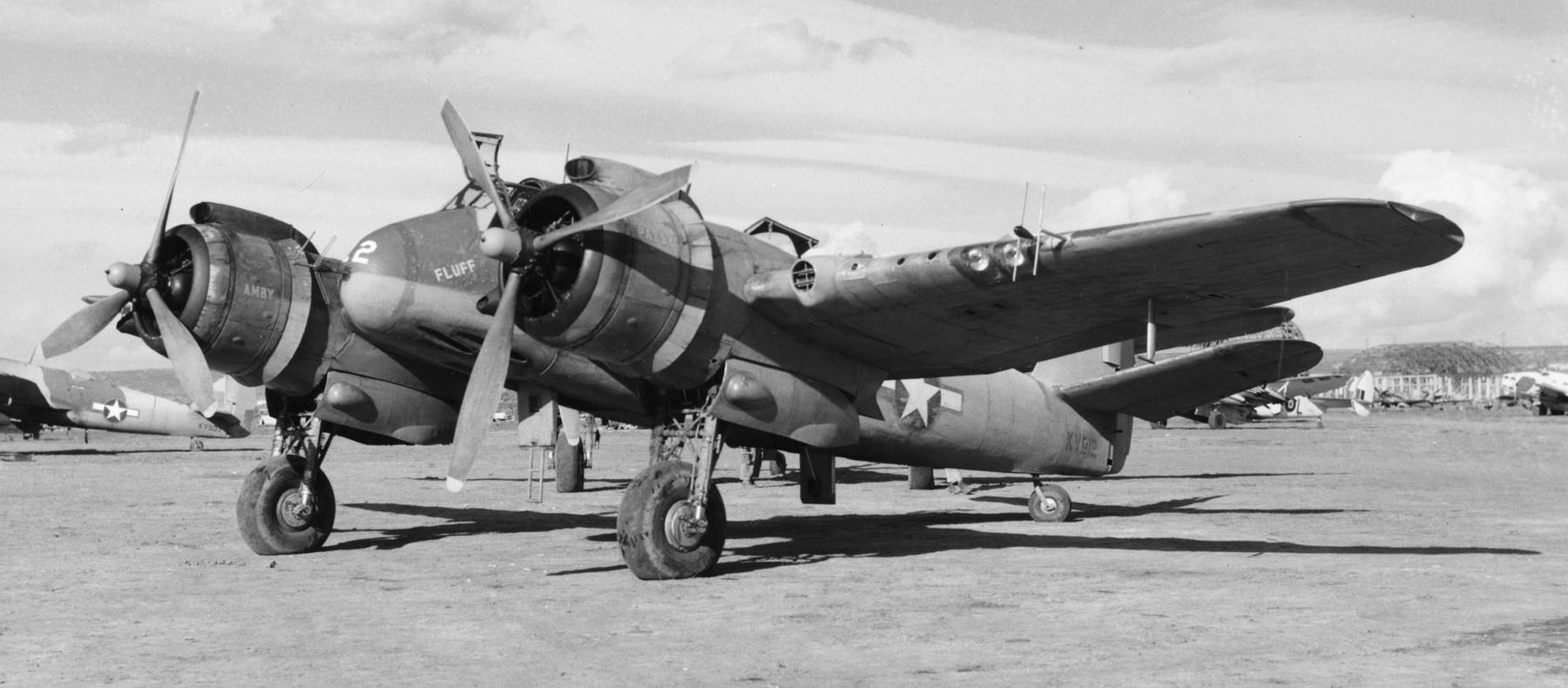
Avión británico Bristol Beaufighter.

Sometidos a repetidos ataques aéreos de Malta, todos sin éxito, los dos cruceros de la VII División llegaron al límite norte del campo minado alrededor de las 11:00, donde se reunieron con los destructores Oriani y Ascari que regresaron después de escoltar al dañado Vivaldi. a Pantelleria: Desde Zadar no encontró rastros del enemigo y, siempre sin información del reconocimiento aéreo, comenzó a cruzar hacia el suroeste con la esperanza de localizarlo. Después de aproximadamente una hora de búsqueda infructuosa, las unidades italianas fueron atraídas hacia el sur por altas columnas de humo que se elevaron desde el horizonte: era el humo provocado por el fuego de los barcos mercantes abandonados por los británicos, ahora reducido a restos; Con las unidades Campbell Hardy sobrevivientes fuera de la vista, justo debajo del horizonte en dirección a Malta, Da Zara se convenció de que el convoy enemigo había sido destruido por los ataques aéreos italo-alemanes, y que si había sobrevivientes aún allí, él estaría en retirada. al oeste, más allá de Capo Bon. Las unidades italianas se dedicaron entonces a terminar los barcos británicos: el Kentucky aún intacto, cuyo único daño fue representado por un fuego ardiente debido a una bomba que cayó cerca y que con sus 14.500 toneladas de combustible era la unidad más importante del convoy fue cañoneda por el Montecuccoli y por el Eugenio y finalmente arrojado por un torpedo lanzado por el Oriani. El Chant golpeado por las bombas de los Ju. 88, ya se había hundido. Al mismo tiempo, el caza Ascari lanzó dos torpedos contra un barco en llamas que solo podía ser Burdwan, que también fue atacado por un S 79 pilotado por Carlo Emanuele Buscaglia.
El destructor Badsworth y los dos buscaminas abandonados lograron en parte no ser notados y volver a unirse al convoy más tarde, también porque la pareja Partridge-Bedouin atrajo la atención de los italianos:: después de varias tentativas sin éxito de poner en función el motor del Bedouin, las dos unidades habían invertido la ruta e intentado rifugiarse más allá de Capo Bon, en la esperanza de recuperar la ruta para Gibraltar. Las unidades italianas abrieron el fuego sobre los británicos alrededor de las 14:00, obligando el Partridge a cortar los cables de remolque y a tender una cortina de humo en torno a la inmóvil Bedouin; el tiro de los cruceros de De Zara resultó intermitente y poco preciso, también porqué a la vez los barcos italianos estaban siendo atacadas, sin éxito, por aviones lanza torpedos despegados de Malta. Hacia las 14:15 el destructor británico estuvo acercado de un avión lanza torpedos italiano S.M.79 de la 281ª Squadriglia Aerosiluranti, aquella al mando de Carlos Emanuele Buscaglia, pilotado por el teniente Martino Aichner. Llevado a 800 metros del barco, la aeronave italiana fue alcanzada por el fuego antiaéreo británico y obligado a amarizar, pero logró lanzar su torpedo que dio el golpe de gracia al Bedouin, que se hundió en cinco minutos. La tripulación de la avión lanza torpedos fue rescatada luego por el barco italiano Meta, o de un hidroavión. La mañana siguiente, junto a los sobrevivientes del Bedouin, transbordados luego sobre el barco hospital Citta di Trapani el 17 junio; esta última recuperó luego en los subsiguientes dos días otros naufragos para un total de 217 hombres. Durante muchos años el hundimiento del Bedouin estuvo atribuido exclusivamente a los cañones navales italianos, y sólo en el 1966 el entonces el segundo comandante del barco británico, después de tomar contacto con Aichner, confirmó la versión del piloto italiano. Por su acción Aichner fue decorado con la medalla de oro al valor militar.
Tras quedarse solo, el Partridge logró alejarse del lugar del enfrentamiento procediendo a la máxima velocidad, también gracias al hecho que las unidades italianas, todavía sometidas a ataques aéreos, no lograron perseguirlo. A pesar de otros ataques aéreos que provocaron daños a su motor, la unidad logró alcanzar Gibraltar el 17 junio siguiente. También el dragaminas Hebe fue golpeado por un tiro de muy larga distancia (12 kilómetros) del Montecuccoli y fue gravemente dañado, al punto que el comandante inglés consideró erróneamente de haber recibido "un golpe de ocho pulgadas que atravesó el puente", una cifra inexacta ya que los cruceros italianos tenían cañones de 152 mm (seis pulgadas); la situación se juzgó tan grave que el comandante arró por la borda los libros e información reservada, en espera del golpe final, que finalmente no llegó. A las 14:20 De Zara recibió orden de Supermarina de regresar a Trapanidentro de las 21:00: sin más enemigos en vista y con sus unidades cortas de municiones, el almirante dio así pues orden de abandonar la zona del enfrentamiento.

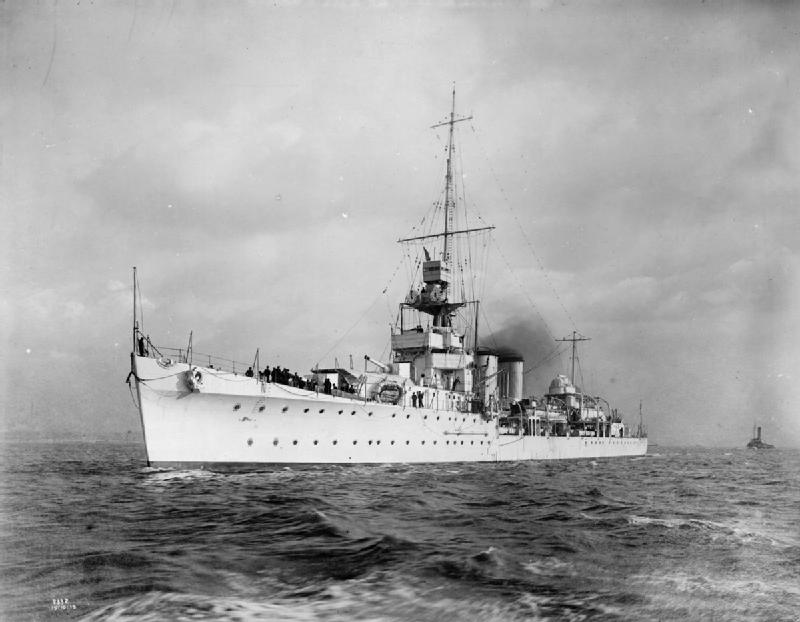
El HMS Cairo era un crucero ligero de la Clase C de la Royal Navy.

El plan británico original era que el convoy llegaría a Malta a última hora de la tarde, para que los buscadores de minas pudieran abrir rutas seguras aprovechando las últimas horas del día y que las operaciones de descarga de los buques mercantes pudieran tener lugar durante la noche, al amparo. de ataques aéreos en el puerto. El retraso acumulado debido al choque de Pantelleria obligó a las unidades británicas a acercarse a Malta cuando ya estaba oscuro: incluso El Cairo y los destructores de escoltas, que según la intención original, una vez que llegaron a Malta, tuvieron que partir inmediatamente a Gibraltar con el fin de cruzar el Canal de Sicilia con el favor de la oscuridad, se vieron obligados a ingresar a La Valeta para reponer las reservas de municiones, de las cuales eran muy cortas. Las unidades británicas terminaron así entrando en un campo minado italiano ubicado en la desembocadura del puerto: el barco a vapor Orari golpeó una mina a solo 360 metros del rompeolas del puerto, logrando quedar a flote pero perdiendo una parte de la carga de carbón transportada, mientras el destructor polaco Kujawiak golpeó una mina y se hundió antes de que las demás unidades pudieran cogerlo a remolque, con la pérdida de 25 miembros de la tripulación. También el destructor Badsworth y Matchless y el dragaminas Hebe golpearon las minas, pero lograron alcanzar el puerto a pesar de los graves daños y estuvieron reparados sucesivamente. También el pequeño drifter (pesquero armado) Justified, salido de Malta al encuentro del convoy, golpeó una mina y se hundió.
Abastecidos de municiones, el Cairo y el cuatro destructores todavía ilesos navegaron la noche del 16 junio y a pesar de algunos ataques aéreos de las fuerzas del Eje lograron sobrevivir al paso por el Canal de Sicilia, reuniéndose la noche del 17 frente a la costa argelina con los cruceros Kenya y Charybdis, que los escoltaron a Gibraltar donde llegaron al día siguiente. El capitán Campbell Hardy recibió luego la Distinguished Service Order por segunda vez por su comportamiento durante la operación. En Malta, se hicieron todos los esfuerzos posibles para evitar que los dos únicos buques mercantes desembarcados con grandes esfuerzos (el Troilus y el mencionado Orari) se hundieran en el puerto: la movilización de todos los trabajadores disponibles y el empleo de personal militar, las operaciones de descarga se completaron en cinco días y suministros distribuidos en múltiples almacenes diferentes.

## Operación Vigorous

### Primer ataque

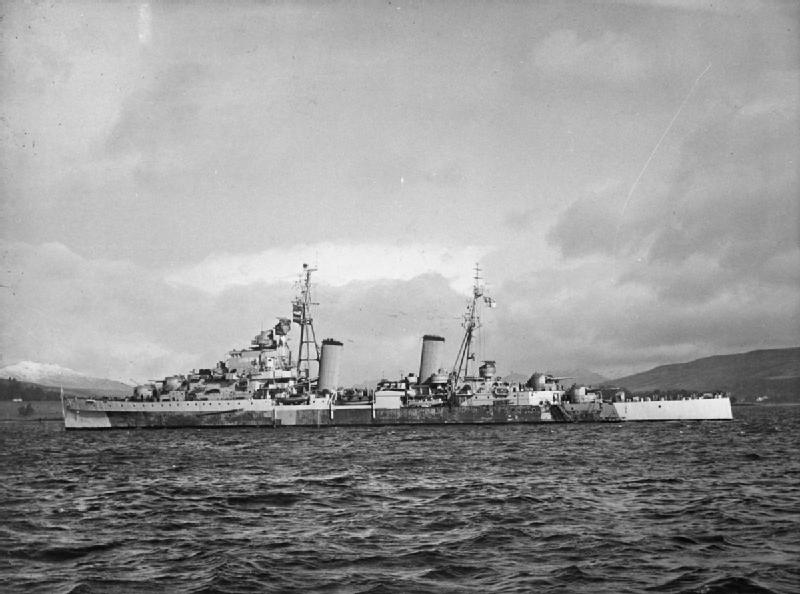
El crucero ligero HMS Cleopatra de la Royal Navy.

Las unidades asignadas a la operación Vigorous partieron escalonadamente, con la intención de reunirse luego en mar antes de enfilar hacia Malta; la primera en moverse fue la sección 11C, salida de Puerto Said el 11 junio con cuatro buques mercantes escoltados por el crucero HMS Coventry y de ocho destructores. El convoy enfiló ostentosamente hacia el Oeste, intentando aparecer como una misión de abastecimiento dirigido a Tobruch, con el objetivo de confundir a los adversarios y de atraer la flota italiana fuera de sus bases para someterla a ataques aéreos y hacerlas gastar inútilmente combustible. En la tarde del 12 junio la sección fue divisada por los aviones de reconocimiento del Eje, justo poco después de haber invertido la ruta para reunirse con el resto del convoy: aquella noche una formación de bombarderos Ju. 88Ju 88 alemanes atacó las unidades británicas alrededor de las 21:00 y dañó gravemente el buque a vapor City of Calcutta, obligándolo a refugiarse en Tobruch bajo la escolta del destructor HMS Exmoor y HMS Croome; la sección se unió luego al resto del convoy la mañana del 13 junio frente a Alejandría, procediendo luego en dirección a Malta. Todavía en el curso del 13 junio el convoy sufrió ataque aéreos mientras entraba en el denominado Bomb Alley ("Callejón de las bombas"), el tramo de mar al sur de Creta, puesto dentro del alcance de los bombarderos del Eje: el carguero Elizabeth Bakke sufrió daños menos serios, pero ya que no lograba mantener la velocidad del resto del convoy, se le ordenó regresar a Alejandría.
Durante la noche entre el 13 y el 14 de junio, las malas condiciones climáticas obligaron al Contralmirante Vian a privarse de las cuatro lanchas cañoneras que se unieron al convoy, que ya no podían mantener el mar: tres de ellos lograron refugiarse en Alejandría, el cuarto, MTB 259, quedó destrozado y hundido. La corbeta Erica acusó problemas del sistema de propulsión y por lo tanto se le ordenó regresar al puerto en Marsa Matruh. . En la mañana del día 14, el convoy sufrió más pérdidas: el barco de vapor Aagtekirk no pudo mantenerse al día con las otras unidades y se le ordenó dirigirse a Tobruch bajo la escolta del destructor HMS Tetcott y la corbeta Primula, pero a las 08:00 era se unieron a los bombarderos alemanes y prendieron fuego, finalmente terminaron varados frente a Tobruch donde luego se hundió; por la tarde, los aviones del Eje golpearon el cargamento Potaro, que sin embargo pudo continuar mientras el Buthan fue golpeado por el CANT Z.1007 del Capitán Mario Reghini y, gravemente dañado, se hundió más tarde, incluso si la tripulación y los pasajeros fueron recuperados por las unidades de rescate de Amberes y Malinas (dos barcos de pasajeros del Great Eastern Railway de aproximadamente 3.000 t convertidos en transporte de tropas), que luego se dirigieron a Tobruch. Mientras continuaban los ataques aéreos, alrededor de las 6:45 p. m. Vian recibió otra mala noticia: el avión de reconocimiento aerotransportado señaló la salida de la flota italiana de Taranto hacia el mar, con el objetivo de cortar la ruta del convoy británico.

### El hundimiento delTrento

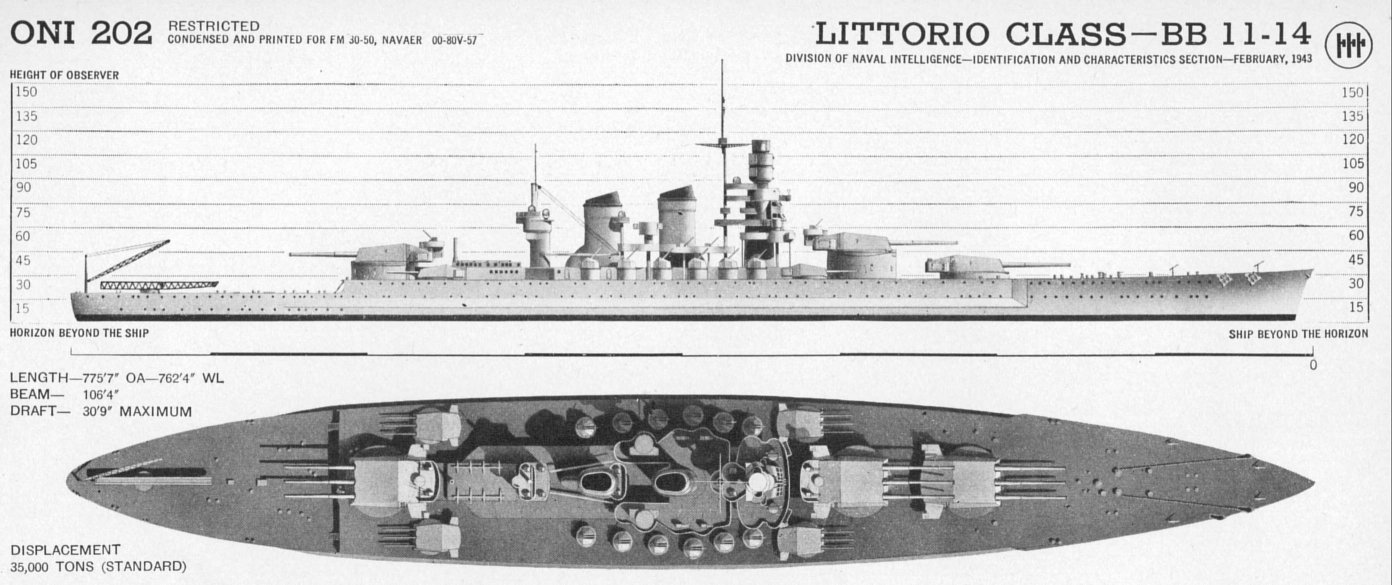
Esquema del crucero italiano Littorio.

Con la posición y la ruta del convoy ahora ya clara, al atardecer del 14 junio Supermarina ordenó al equipo de batalla italiana de dejar la base de Taranto con el objetivo de interceptar las unidades británicas la mañana siguiente: a las órdenes del almirante de equipo Ángel Iachino salparono los barcos de batalla Littorio y Vittorio Veneto, los cruceros pesados Trento y Gorizia y los cruceros ligeros Giuseppe Garibaldi y Emanuele Filiberto Duque de Aosta, escoltados de doce destructores. Por primera vez en su historia la flota italiana se lanzó al mar con el apoyo de un sistema radar: el destructor Legionario de hecho embarcaba un aparato alemán Fu.mo. 24/40Ggl «De.te.» (Dezimetre Telegraphie) que, aunque útil para coordinar las maniobras nocturnas del equipo y avistar con un cierto anticipo los ataques aéreos enemigos, proporcionó un rendimiento relativo porque se vio molestado por numerosas señales de embarcaciones cercanas y porque, como estaba instalado sobre una sola unidad, sus señales llegaban tarde a los otros barcos.
La escuadra italiana fue divisada por los reconocimientos aéreos británicos poco después de su salida, y constantemente seguida para toda su ruta. Poco antes de la madrugada del 15 junio llegó el primer ataque de las aeronaves de base a Malta: nueve lanza torpedos Bristol Beaufort atacaron hacia las 05:15 el grupo de los cruceros italianos, que navegaba en cabeza de la formación; los cruceros Gorizia y Garibaldi evitaron los torpedos con una serie de violentas maniobras, pero el crucero Trento fue golpeado en pleno sobre el lado de estribor por un avión lanza torpedos que logró colocarlo a solo 200 metros de la nave. El torpedo encajado en el Trento abrió un gran boquete en el casco que causó la inundación de la sala de calderas de proa y un incendio a bordo, mientras que las infiltraciones de agua de mar también llegaron a la sala de calderas de popa, lo que hizo que se cerrara; completamente inmovilizado, el Trento fue dejado atrás por Iachino con la escolta de los tres destructores Antonio Pigafetta, Saetta y Camisa Negra.

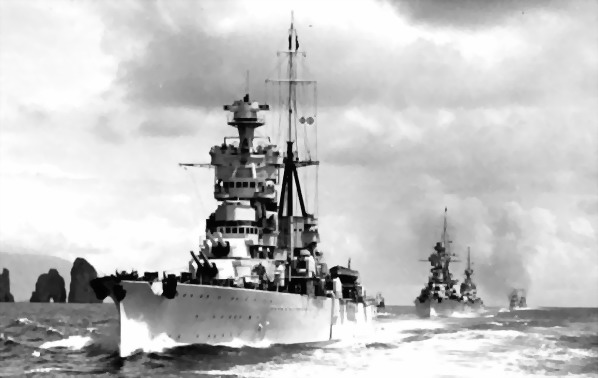
El Trento era un crucero de batalla pesado de la armada italiana.

Alrededor de las 09:00 el incendio a bordo fue extinguido y comenzaron las operaciones para que el crucero pudiera estar cogido a remolque por el destructor Pigafetta, mientras un remolcador de salvamento se dirigía sobre la zona para llevar ayuda. La alta columna de humo del incendio llamaron la atención de tres sumergibles británicos que cruzaban el Mar Jónico: el primero a llegar fue el HMS P35, pocas horas después de un fracasado ataque contra el acorazado Littorio; a las 09:10 el submarino británico lanzó dos torpedos contra el crucero inmóvil, golpeándolo a proa bajo la segunda torre de los cañones y provocando la explosión de un depósito de las municiones. El barco se inclinó hacia la izquierda y se hundió rápidamente de proa, mientras tres destructores buscaban inútilmente atacar el sumergible británico. De los 1.151 miembros de la tripulación, 602 fueron rescatados por las unidades italianas, muchos de los cuales quedaron heridos. El comandante del Trento capitán Stanislao Esposito y el comandante en 2º capitán de fragata Carlos Cacherano de Osasco, muertos ambos en el hundimiento, fueron condecorados en forma póstuma con una medalla de oro al valor militar a la memoria el primero y una cruz de guerra al valor militar el segundo.

### Retirada
Informado de la salida en mar de la flota italiana, alrededor de las 01:45 del 15 junio Vian decidió invertir temporalmente la ruta del convoy de modo de retrasar el encuentro con las unidades enemigas, permitiendo así a los ataques aéreos y a los submarinos de reducir el número e inducirlas a retirarse. El convoy había estado constantemente seguido por los aviones de reconocimiento nocturnos del Eje que señalaban la posición por medio de cohetes luminosos, y mientras procedían con la inversión de ruta algunas unidades se encontraron aisladas, siendo atacadas por un grupo de lanchas torpederas alemanas aproximadamente a 90 millas al norte-este de Derna: la lancha torpedera S 56 logró encajar un torpedo sobre el crucero ligero HMS Newcastle que reportó un gran boquete a estribor con numerosos daños estructurales y mecánicos, pero sin acusar pérdidas entre la tripulación. Dos horas después de un segundo grupo de lanchas atacó las unidades de escolta que rodeaban al dañado Newcastle: el destructor HMS Hasty fue golpeado por un torpedo de la S 55 sobre estribor, causando trece muertos entre la tripulación adicionalmente a graves daños a la quilla y un vasto incendio a bordo. Los restos de la unidad fueron hundidos más tarde por el destructor HMS Hasty .

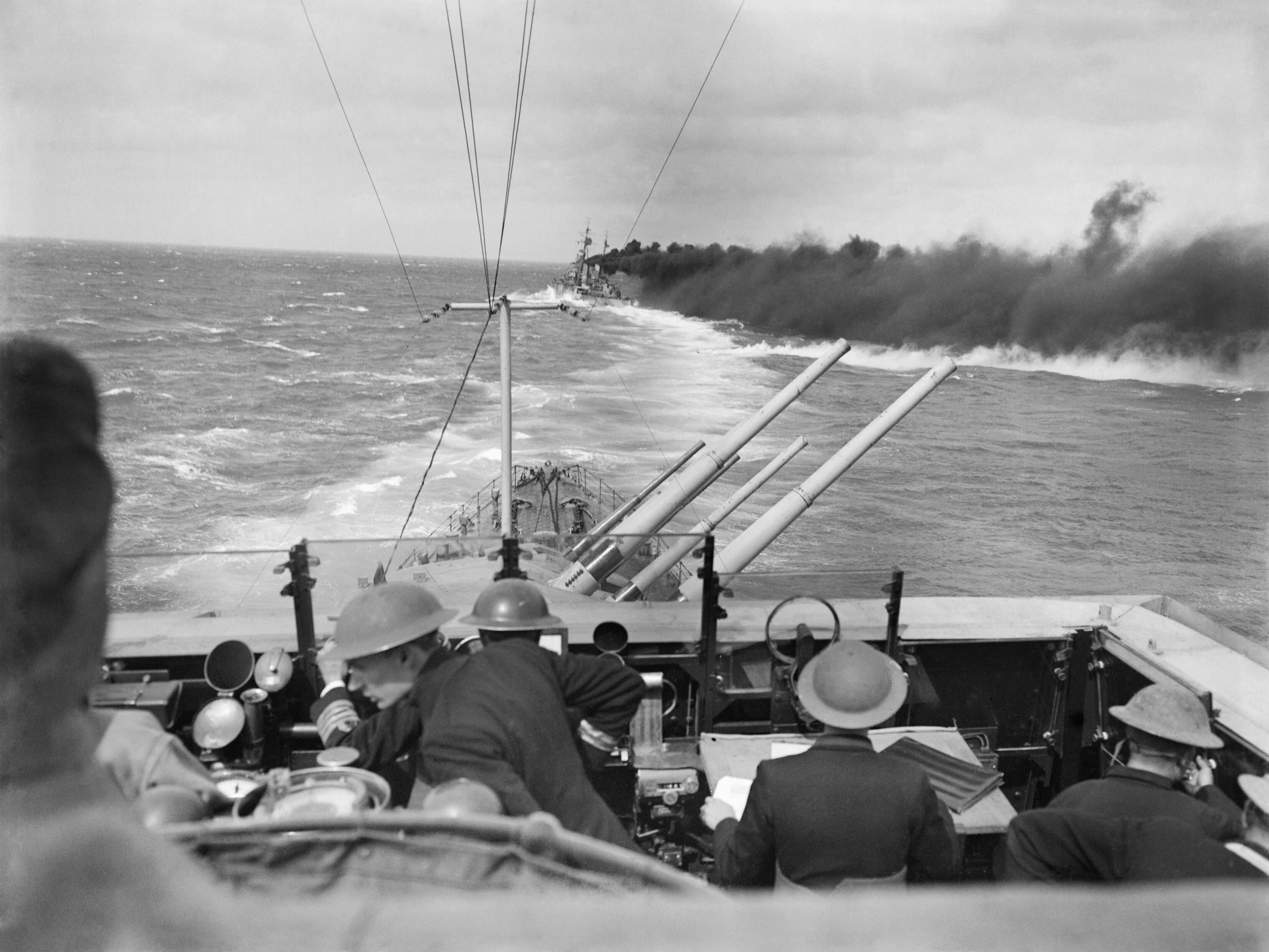
El HMS Cleopatra de la Royal Navy en el Mediterráneo.

Después de haber sido informado del hundimiento del Trento, hacia las 07:00 el contraalmirante Vian dio la orden al convoy de retornar hacia Malta, creyendo que la escuadra italiana no se expondría más; en cambio Iachino continuó conduciendo sus barcos de batalla al encuentro a las unidades británicas. Alrededor de las 09:00 la flota italiana fue atacada tres veces de los aviones lanza torpedos británicos, que intentaban de todas maneras de ralentizarla; mientras todo los antiaéreos estaban ocupados en repeler a los lanza torpedos. Las unidades italianas fueron atacadas de una escuadrilla de bombarderos B-24 estadounidenses que, inesperadamente y gracias al sofisticado sistema de puntería Norden, lanzaron sus bombas desde gran altura: las bombas explotaron muy cerca de los barcos italianos, pero solo el acorazado Littorio fue alcanzado por una bomba en la torre de proa, sin informar daños serios pero acusando la muerte de un marinero y la herida de otros doce. Los B-24 intentaron luego de alcanzar Malta, pero fueron interceptados por un grupo de cazas alemanes Messerschmitt Bf 109 que abatieron a dos, empujando a las dos aeronaves supervivientes a regresar a África. Informados por los exploradores de que la flota italiana continuó avanzando hacia sus barcos, a las 09:40 Vian nuevamente dio la orden al convoy de revertir el rumbo y dirigirse hacia el este, para evitar las unidades enemigas; Las unidades británicas también terminaron pronto en la mira de los aviones del Eje: los cruceros HMS Birmingham y Arethusa sufrieron daños leves por golpes que cayeron cerca, pero no pudieron continuar navegando.
Cerca de las 14:00 Iachino recibió orden de Supermarina de desistir de la persecución de las unidades británicas, ahora ya demasiado lejas; a los barcos italianos, sin embargo, se les ordenó que se mantuvieran alejados de la costa occidental de Grecia en caso de que los británicos decidieran una vez más cambiar el rumbo. Las unidades de Vian fueron atacadas repetidamente por aviones del Eje en ese momento: alrededor de las 14:15 el destructor HMS Airedale fue atacado por una formación de bombarderos Junkers Ju 87 Stuka, siendo alcanzado por dos bombas en su totalidad, que causó la detonación de un depósito de municiones. La nave fue hundida por el destructor HMS Aldenham después de evacuar a los 133 sobrevivientes de la tripulación. Los Stuka también atacaron repetidamente el falso acorazado Centurion, confundido con una verdadera unidad de batalla: el barco fue alcanzado por una bomba pero pudo continuar; alrededor de las 17:30 en cambio, cuatro S.M.79 italianos atacaron al destructor australiano HMAS Nestor, causando graves daños y obligando al HMS Javelin a llevarlo a remolque. Poco después de los cuatro aviones lanza torpedos, que eran parte del 41.er Stormo Bombardamento Terrestre, interceptaron un caza Curtiss P-40. Los aviones del Eje dejaron la formación británica hacia las 19:00, y para aquella hora Vian recibió del vicealmirante Harwood en Alejandría, la noticia que las unidades italianas habían renunciado de la persecución, y que el convoy podía retomar la ruta para Malta; Vian en cambio refirió que sus unidades estaban cortas de combustible (especialmente el destructor) y sobre todo que las escoltas de municiones estaban reducidas al 30 por ciento de la dotación: por lo tanto el comandante británico decidió volver con sus unidades al puerto. Las unidades italianas permanecieron para cruzar a la costa griega hasta el atardecer, cuando Iachino ordenó el regreso a Taranto: alrededor de las 11:30 p. m., aprovechando la luz de las bengalas, una formación de torpederos británicos lanzó un ataque final contra los barcos italianos, logrando golpear la proa del Littorio con un torpedo. Sin embargo, el acorazado sufrió pocos daños y pudo regresar a Taranto sin mayores problemas.
El convoy británico sufrió más pérdidas esa noche: alrededor de las 20:00 horas, el crucero ligero HMS Hermione fue golpeado en estribor por un torpedo del submarino alemán U-205 al norte de Sollum, que se hundió en veinte minutos con la pérdida de 87 miembros de la tripulación. La última pérdida británica fue el destructor Néstor: todavía arrastrado por el Javelin y escoltado por otros dos destructores, se había quedado muy rezagado en comparación con el convoy mientras trataba de regresar a Alejandría muy afectado por la inundación a bordo. A medida que se acercaba el amanecer, y aún quedaban muchas millas por recorrer bajo la amenaza de ataques aéreos, la tripulación fue evacuada y a las 07:50 el destructor se hundió con cargas de profundidad lanzadas desde el Javelin a 115 millas al noreste de Tobruch. El convoglio alcanzó luego Alejandría la noche del 17 junio, poniendo fin a la misión.

## Consecuencias
De los diecisiete barcos, entre vapores y petrolero que salieron hacia Malta, sólo dos lograron llegar a destino, uno de ellos dañado: con el agregado de la pérdida de la carga del posaminas Welshman. Los abastecimientos transportados fueron considerados suficientes para extender la resistencia de la isla en solo ocho semanas.
Este resultado fue obtenido con un caro precio para las fuerzas navales británicas: las pérdidas comprendían un crucero ligero (Hermione), cinco destructores (Hasty, Nestor, Airedale, Bedouin y Kujawiak), cinco vapores de carga, una petrolera, una lancha cañonera y un drifter; los cruceros Liverpool y Newcastle y el destructor Partridge, Badsworth y Matchless volvieron con graves daños que los obligaron a quedar fuera de servicio por varios meses, mientras que daños más ligeros tuvieron los cruceros Cairo, Arethusa y Birmingham, junto a un dragaminas y a tres mercantes. Se añadió la pérdida de treinta aeronaves. La pérdida de la petrolera Kentucky y de sus 10.000 t. de combustible fue una grave cuestión para la fuerza aérea de la isla, muy corta de gasolina de aviación y que había contado propio sobre este abastecimiento, por lo que la situación se definió "desesperada".
La Regia Marina italiana reportó la pérdida del crucero pesado Trento y de graves daños del destructor Vivaldi, junto con los daños más ligeros del barco de batalla Littorio. El hundimiento del crucero fue un duro golpe para la flota italiana, compensado por la total quiebra de la operación Vigorous: los boletines italianos emitidos después del enfrentamiento destacaron notablemente la retirada de las unidades de Vian, pintándola como una fuga ante los barcos de Iachino. El éxito fue muy explotado por la propaganda italiana, que dio mucha resonancia al enfrentamiento también como forma de resarcirse de precedentes fracasos en el Mediterráneo de las fuerzas del Eje. Las pérdidas de las fuerzas aéreas del Eje alcanzaron a veintiocho aeronaves italianas y catorce o quince alemanes.
El pequeño número de suministros entregados, que solo alivió ligeramente la dura situación en la isla, obligó al comando británico a planificar de inmediato un nuevo envío sustancial a Malta. Por lo tanto, la Operación Pedestal se lanzó el 11 de agosto de 1942: en la práctica fue un relanzamiento de Harpoon pero con un mayor número de barcos, con un gran convoy zarpado de Gibraltar bajo el gran suministro de unidades de guerra de la Fuerza H, reforzado para la ocasión, por barcos enviados directamente desde el Reino Unido y que comprenden un total de dos acorazados, cuatro portaaviones, tres cruceros pesados, cuatro cruceros ligeros y treinta y dos destructores. Como para Harpoon, las unidades británicas estuvieron atacadas repetidamente durante toda su ruta de aeronaves, submarinos y aviones lanza torpedos del Eje, sufriendo graves pérdidas de los buques mercantes como de las unidades de escolta (se perdieron también dos "veteranas" de la batalla de medio junio, el portaviones Eagle y el crucero Cairo); a diferencia del combate anterior, en cambio, esta vez falló la intercepción de los cruceros italianos, a causa de errores y retrasos, carencia de combustible y ataques de los sumergibles británicos. La operación tuvo un éxito mayor de Harpoon, logrando hacer llegar a Malta cinco de los dieciséis mercantiles zarpados y entregando un total 30.000 t de abastecimientos, bastantes para varios meses, aunque las graves pérdidas de unidades de guerra aconsejaron a los británicos no repetir operaciones parecidas hasta que las ofensivas terrestres en África del Norte no hubieran cambiado la situación estratégica a lo largo de las costas del Mediterráneo.
La invasión de Malta fue relegada a un segundo plano después de que Erwin Rommel, comandante de la Afrikakorps comprometido en la avanzada en Nordafrica, pidió y obtuvo del Führer la concentración de las fuerzas en el desierto para explotar plenamente la caída de Tobruch. Al final la empresa se abandonó y el asedio de la isla estuvo roto luego definitivamente en el noviembre del 1942, cuando con la operación Stone Age un convoy de abastecimientos logró llegar en la isla sin sufrir pérdidas.